# Liste des présidents de l'Érythrée
Le président de l'État d'Érythrée (en tigrigna : ፕረዚደንት መንግስቲ ኤርትራ) est le chef d'État et chef de gouvernement de l'Érythrée. En sa qualité de président, il est également commandant en chef des forces armées érythréennes.
Colonie italienne depuis la fin du XIXe siècle, l'Érythrée est fédérée avec l'Éthiopie à partir de 1952 par une décision de l'ONU. Annexée en 1962, elle devient une province éthiopienne. Le pays a obtenu son indépendance le 27 avril 1993.

## Liste des titulaires
La liste inclut également le secrétaire général du gouvernement provisoire de l'Érythrée, qui exerce la fonction de chef d'État entre 1991 et 1993, avant la proclamation de l'indépendance.
| N°                                                | Portrait                                          | Titulaire (Naissance-mort)                        | Élection                                          | Mandat                                            | Mandat                                            | Mandat                                            | Parti politique                                   | Parti politique                                   |
| N°                                                | Portrait                                          | Titulaire (Naissance-mort)                        | Élection                                          | Début                                             | Fin                                               | Durée                                             | Parti politique                                   | Parti politique                                   |
| Gouvernement provisoire de l'Érythrée (1991-1993) | Gouvernement provisoire de l'Érythrée (1991-1993) | Gouvernement provisoire de l'Érythrée (1991-1993) | Gouvernement provisoire de l'Érythrée (1991-1993) | Gouvernement provisoire de l'Érythrée (1991-1993) | Gouvernement provisoire de l'Érythrée (1991-1993) | Gouvernement provisoire de l'Érythrée (1991-1993) | Gouvernement provisoire de l'Érythrée (1991-1993) | Gouvernement provisoire de l'Érythrée (1991-1993) |
| ------------------------------------------------- | ------------------------------------------------- | ------------------------------------------------- | ------------------------------------------------- | ------------------------------------------------- | ------------------------------------------------- | ------------------------------------------------- | ------------------------------------------------- | ------------------------------------------------- |
| 1                                                 | Isaias Afwerki                                    | Isaias Afwerki (né en 1946)                       | —                                                 | 27 avril 1991                                     | 24 mai 1993                                       | 2 ans et 27 jours                                 |                                                   | FPLE                                              |
| État de l'Érythrée (depuis 1993)                  |                                                   |                                                   |                                                   |                                                   |                                                   |                                                   |                                                   |                                                   |
| 1                                                 | Isaias Afwerki                                    | Isaias Afwerki (né en 1946)                       | —                                                 | 24 mai 1993                                       | en cours                                          | 32 ans et 4 jours                                 |                                                   | FPDJ                                              |